# Paul Rostock

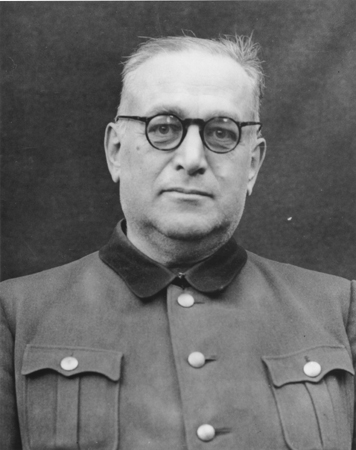
Paul Rostock – jeden z oskarżonych podczas procesów lekarzy w Norymberdze.

Paul Rostock (ur. 18 stycznia 1892 r. w Kręcku, zm. 17 czerwca 1956 w Bad Tölz) – naczelny chirurg berlińskiej Kliniki Chirurgicznej, od 1943 roku przewodniczący biura nauk medycznych i badań naukowych w ramach Trzeciej Rzeszy. Oskarżony o zbrodnie wojenne za przeprowadzanie wraz z wieloma innymi lekarzami SS przerażających eksperymentów medycznych na więźniach z obozów koncentracyjnych w Dachau i Natzweiler-Struthof, a następnie uniewinniony.

## Kariera medyczna i naukowa
Paul Rostock studiował medycynę na Uniwersytecie w Greifswaldzie, ukończył doktorat w Jenie w 1921 roku, tam też otrzymał licencję medyczną i rozpoczął staż w klinice chirurgicznej. Kolejne lata były pasmem sukcesów dla Rostocka. Od 1927 do 1933 roku pełnił on rolę asystenta dyrektora medycznego w szpitalu Bergmannsheil w Bochum, tam pierwszy raz spotkał się z Karlem Brandtem, który w tamtejszym szpitalu pełnił rolę stażysty.

W 1933 roku otrzymał posadę Dyrektora Medycznego w Berlinie, a 8 lat później przyznano mu rangę profesorską i zasiadł jako dyrektor na Uniwersytecie Berlińskim, w owym czasie Karl Brandt otrzymał etat asystenta dyrektora do spraw medycznych. W 1942 roku Paul Rostock objął stanowisko dziekana wydziału medycznego na uniwersytecie w Berlinie.

## Kariera wojskowa
1 maja 1937 roku dr Paul Rostock zapisał się do partii nazistowskiej (NSDAP - nr legitymacji 5917621), 2 lata później wybrano go na doradcę generalnego chirurga w Wehrmachcie. Następne lata przyniosły kolejne awanse dla Paula Rostocka w szczeblach kariery w SS. 20 lutego 1940 roku został członkiem Narodowo-Socjalistycznego Związku Lekarzy Niemieckich (niem. Nationalsozialistischer Deutscher Ärztebund). W 1943 roku Komisarz Generalny ds. zdrowia i opieki medycznej Karl Brandt mianował Rostocka na jego zastępcę oraz na przedstawiciela Departamentu Nauk i Badań Medycznych.

## Eksperymenty medyczne
Paul Rostock zaangażowany był w wiele eksperymentów w których „królikami doświadczalnymi” byli więźniowie obozów koncentracyjnych, a wśród nich m.in. więźniowie polityczni, jeńcy wojenni itp. Od grudnia 1941 do lutego 1945 roku, Rostock uczestniczył w eksperymentach z tyfusem w obozie Natzweiler-Struthof. Celem owych eksperymentów było celowe zarażenie osób, z których blisko 95% ponosiło śmierć. Od lipca do września 1944 roku uczestniczył w eksperymentach z morską wodą, był również świadkiem eksperymentów celowego zarażania żółtaczką.

## Procesy norymberskie
Podczas rozpraw norymberskich Paul Rostock został oskarżony o: wspólne planowanie lub konspirowanie, zbrodnie wojenne, zbrodnie wojenne przeciwko ludzkości, przynależność do przestępczej organizacji. 20 sierpnia 1947 amerykański Sąd Wojskowy uniewinnił Paula Rostocka z popełnionych przez niego czynów. Wraz z nim uniewinniono również: Konrada Schaefera, Kurta Lome, Siegfrieda Ruffa, Hansa Wolfganga Romberga, Georga Augusta Weltza i Adolfa Pokornego. 
Oskarżony Rostock w ostatniej mowie podkreślił:

"Przez całe moje życie nigdy nie pracowałem dla jakiegoś państwa lub jakiejś partii politycznej w Niemczech; pracowałem wyłącznie dla moich pacjentów i nauki medycznej"